# Mike Tindall

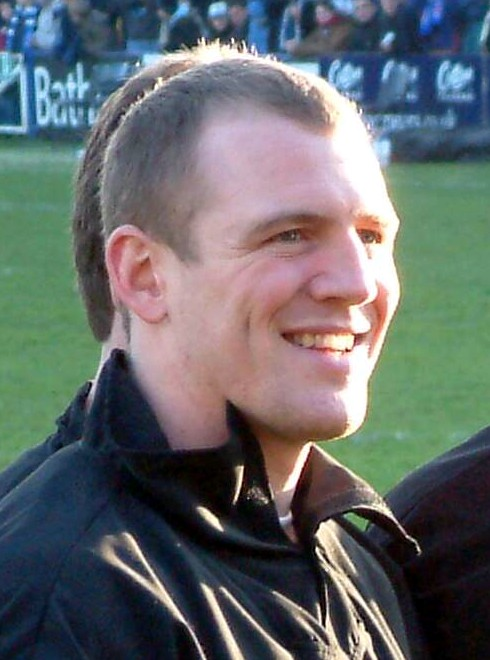
Mike Tindall

Michael James "Mike" Tindall, född 18 oktober 1978 i Otley i West Yorkshire, är en brittisk rugbyspelare. Han är kapten för det engelska rugbylandslaget, och spelar till vardags för Gloucester RFC.
Den 30 juli 2011 gifte han sig med Zara Phillips, dotter till prinsessan Anne. Paret har två döttrar; Mia Grace Tindall, född 17 januari 2014 och Lena Elizabeth Tindall, född 18 juni 2018.